# Chaetostoma fischeri
Chaetostoma fischeri är en fiskart som beskrevs av Steindachner, 1879. Chaetostoma fischeri ingår i släktet Chaetostoma och familjen Loricariidae. Inga underarter finns listade i Catalogue of Life.